# Обележја
Обележја су била часопис за друштвена питања, науку и културу који је издавала новинска кућа Јединство у Приштини. 
Први број појавио се, као свеска за септембар-октобар, крајем 1971. године. Главни и одговорни уредник био је Веља Тадић, а редакцију су чинили и др Јован Глишић, др Радомир Ивановић, Војислав Окиљевић, Милош Секуловић, мр Петар Станишић и Драган Ћукић. Ликовно решење корица урадио је познати београдски сликар, родом из околине Подујева, Радомир Стевић Рас (1931—1982). Од 1972. до 1991. године „Обележја“ ће редовно излазити у по шест свезака годишње и доносити научне студије, критичке текстове и огледе о разним питањима из домена друштва, економике, филозофије, естетике, марксизма, самоуправљања, школства, културне прошлости Косова и Метохије, као и приказе нових књига. "Обележја" су и први научни часопис у Југославији који је своје странице отворио за критичко валоризовање историографије на албанском језику која је, у домену средњег века и новије историје, била подлегла псеудонаучном становишту и фалсификатима. Први такав текст објавио је, у броју три за 1976. годину, професор са катедре за оријенталистику Филозофског факултета у Приштини др Хасан Калеши „О структури становништва Косовског вилајета у другој половини XIX века” осврћући се у њему на чланак Скендера Ризаја „Структура становништва Косовског вилајета у другој половини XIX века“, који је био објављен у „Врањском гласнику“ 1972. године. Од тада ће часопис бити под будним оком косовске партијске врхушке.
Од 1979. године главни уредник часописа биће мр Драгољуб Морачић (1921-1996), професор Правног факултета у Приштини, све до почетка 1983. године, када га преузима дотадашњи директор НИП „Јединства“ мр Милан Шешлија. Драгољуб Морачић се враћа 1985. године и остаје на челу часописа до почетка 1991. године, када за новог главног и одговорног уредника буде постављен проф. др Раденко Круљ. То је време када часопис због материјалне оскудице издавача почиње нередовно да излази. Последња свеска часописа појавиће се као троброј за 1997. годину редакције коју су, уз др Круља, чинили и Петар Костић, др Миленко Каран, др Момир Јовић, др Зоран Ђокић и мр Душан Челић.